# EML Wambola (M311)
Le Cuxhaven M 1078 était un dragueur de mines de la Deutsche Marine de classe Lindau construit en 1959 qui, plus tard porta le nom de Wambola M311 dans la Marine estonienne de 2000 à 2009 .
Il est désormais navire musée au port de Noblessner dans l'Arrondissement de Tallinn-Nord en Estonie.

## Historique
Le bateau a été construit pour la marine allemande au chantier naval Burmester à Brême et a été nommé Cuxhaven (d'après la ville allemande de Cuxhaven. Le bateau a été mis à l'eau le 11 février 1959 et mis en service la même année. À l'instar de ses navires jumeaux, le dragueur de mines de classe 320 a été transformé en chasseur de mines de classe 331 à la fin des années 1970.
La marine allemande a désarmé le Cuxhaven le 8 février 2000 et l'a remis à l'Estonie. Le navire a été réactivé pour la marine estonienne sous le nom de Wambola. Il a servi pour le déminage et la sécurité des eaux estoniennes, au sauvetage maritime et aux tâches de représentation et à la formation des personnels. Il a aussi participé aux opérations de l'OTAN dans le cadre du BALTRON. En mars 2009, après neuf ans de service, le bateau a finalement été mis hors service 

## Galerie

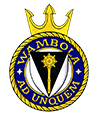
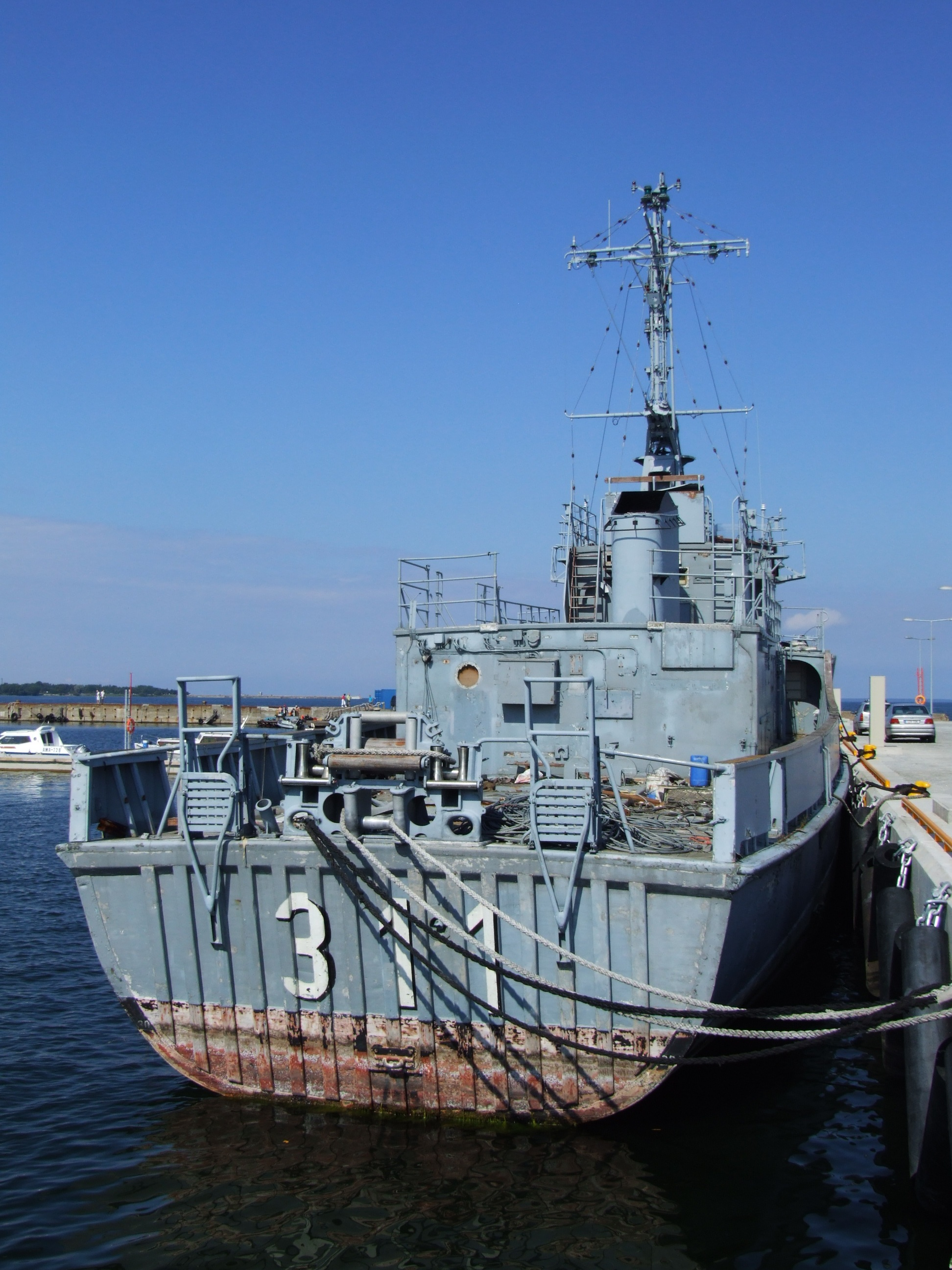
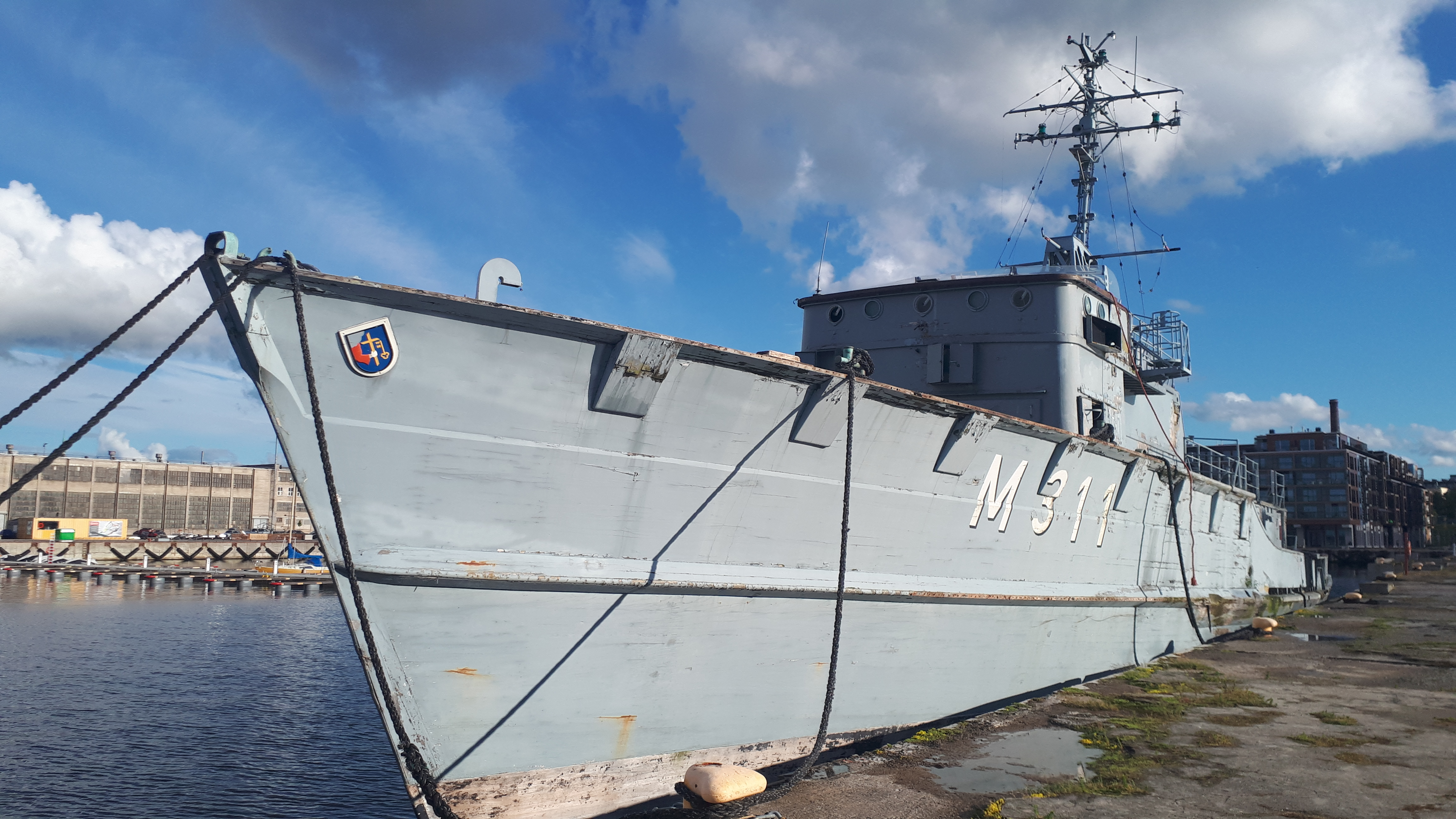